# Nyssodrysilla lineata
Nyssodrysilla lineata là một loài bọ cánh cứng trong họ Cerambycidae.